# Costa del Batista

La Costa del Batista, respecte del terme d'Abella de la Conca

La Costa del Batista és una costa de muntanya del municipi d'Abella de la Conca, a la comarca del Pallars Jussà.
És a llevant de la Torre d'Eroles, a la vall alta del riu d'Abella; i a l'esquerra d'aquest riu, en un dels contraforts septentrionals de la Serra de Carrànima. Per la part superior d'aquesta costa discorre la Carretera del Bosc d'Abella.

## Etimologia
Es tracta d'un topònim romànic modern, de caràcter descriptiu. Es tracta d'una costa de muntanya on hi ha havia alguna mena de pertinença -tros, bosc...- d'un particular anomenat Batista (de Joan Baptista).